# Aeroporto Internacional de Sunan
O Aeroporto Nacional de Sunan (IATA: FNJ, ICAO: ZKPY) é o principal aeroporto da cidade de Pyongyang, capital da Coreia do Norte(oficialmente República Popular Democrática da Coreia). Está localizado no distrito Sunan-guyŏk, a 24 km do centro da cidade. O aeroporto é a porta de entrada oficial para as linhas aéreas do país, a Air Koryo.